# Phường chèo xám nhỏ
Phường chèo xám nhỏ (danh pháp khoa học: Lalage polioptera) là một loài chim trong họ Campephagidae. Loài này được tìm thấy tại Campuchia, Lào, Myanmar, Thái Lan, và Việt Nam.